# StrongARM

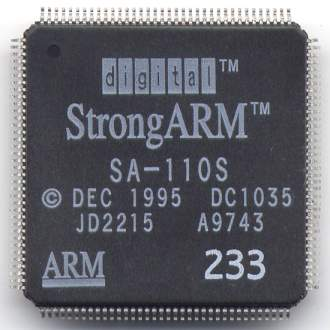
DEC StrongARM SA-110 Microprocessor

StrongARM – rodzina mikroprocesorów używanych powszechnie w urządzeniach przenośnych; rozwijana przez firmę Intel.
Jest wydajniejszą wersją architektury ARM, zaprojektowanej przez Advanced RISC Machines. Została stworzona przez Digital Equipment Corporation, a następnie sprzedana firmie Intel. Intel stosuje ją jako podstawę dla procesorów serii XScale.

## Historia
StrongARM był wspólnym projektem DEC i ARM Ltd. mającym na celu stworzenie szybszego procesora opartego na obecnej na rynku linii układów ARM, choć niezupełnie z nią zgodnego. Architektura ta miała znaleźć miejsce na rynku systemów zintegrowanych o niskim poborze mocy, których użytkownicy potrzebowali mocy obliczeniowej, jakiej oryginalna architektura ARM nie mogła dostarczyć. Procesory StrongARM wykorzystano w wielu urządzeniach typu PDA czy terminalach set-top box.
Projekt rozpoczęto w 1995 roku, szybko zaowocował pierwszym układem, SA-100. Został wykorzystany w nowszych modelach asystenta Apple Newton oraz wielu innych produktów.
Digital Semiconductor, sekcja firmy DEC zajmująca się projektowaniem układów elektronicznych została sprzedana Intelowi na mocy ugody sądowej. Intel użył architektury StrongARM, by zastąpić przestarzałą linię swoich procesorów RISC – Intel i860 i Intel i960. Dziś StrongARM występuje w znacznie ulepszonym wydaniu znanym jako Intel XScale.

## Opis
SA-100 był pierwszym produktem linii, zastąpił go wkrótce SA-110 i SA-1110. Ten ostatni jest podstawą dla rodziny procesorów Intel XScale, których cechą charakterystyczną jest możliwość dołączania w prosty sposób różnych kontrolerów towarzyszących, poprzez układanie ich na stosie.